# Gemeine Glattschnecke
Die Gemeine Glattschnecke (Cochlicopa lubrica), auch Gemeine Achatschnecke genannt, ist eine landlebende Schneckenart aus der Familie der Glattschnecken (Cochlicopidae).

## Merkmale
Das relativ kleine Gehäuse ist rechtsgewunden und nur 5 bis 7,5 mm hoch und 2,4 bis 2,9 mm dick (breit). Es ist länglich-konisch mit 5½ zunächst rasch, später langsamer zunehmenden, schwach gewölbten Windungen. Der Apex ist stumpf bis kugelig. Es ist kein Nabel vorhanden. Die Oberfläche ist dunkel hornfarben bis rötlichbraun gefärbt und glänzend. Es weist nur sehr schwache und feine Anwachsstreifen auf. Die annähernd eiförmige Mündung ist bis 2 mm hoch, nicht verbreitert und oben zugespitzt. Es besitzt innen eine deutliche helle Lippe, die durch die Schale an die Außenseite oft leicht gelblich oder rötlich durchscheint, die Außenlippe ist nur gering verdickt.

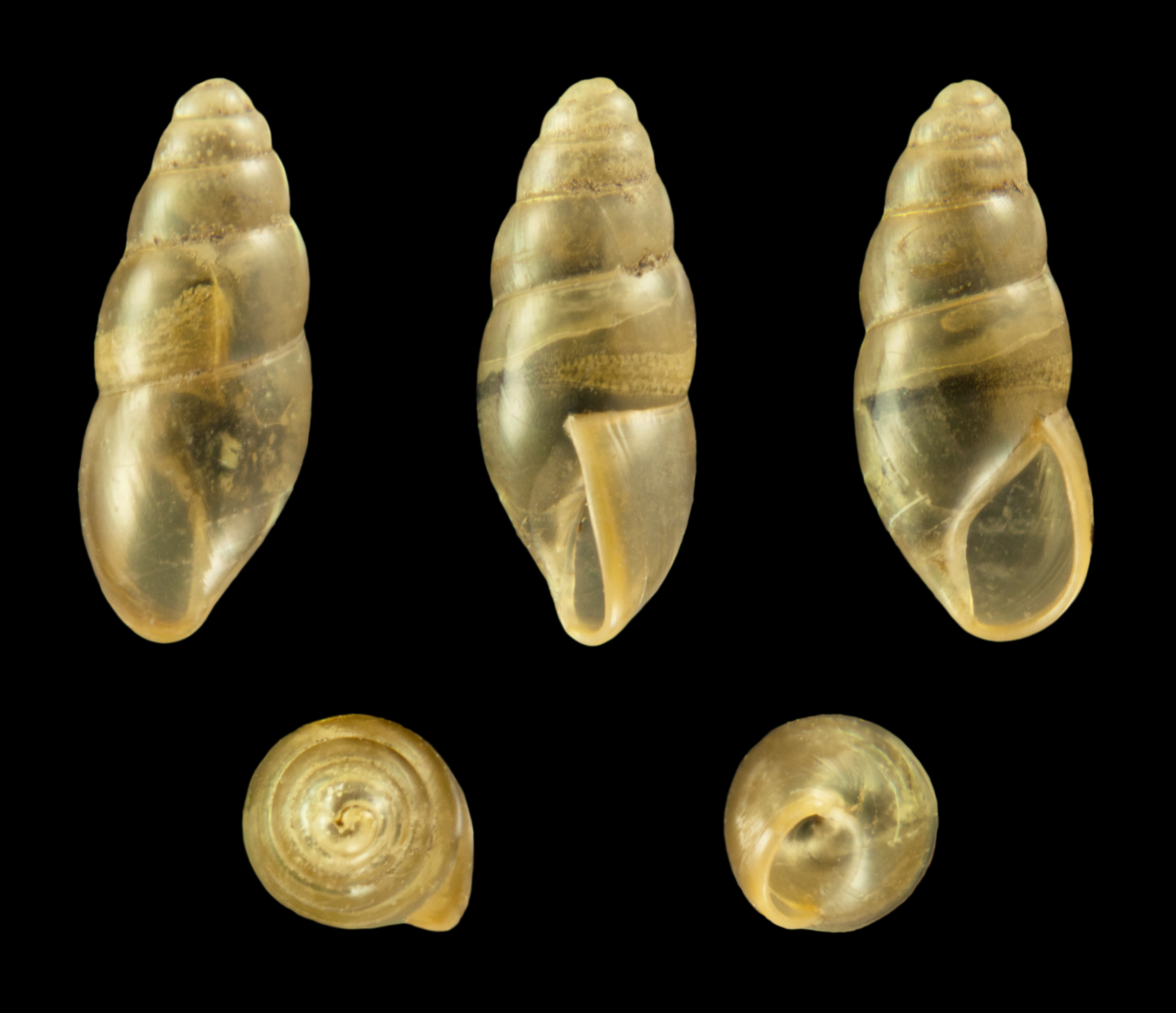
Gemeine Glattschnecke (Cochlicopa lubrica)

Im Geschlechtsapparat zweigt der Samenleiter bereits früh vom Eisamenleiter (Spermovidukt) ab. Der Samenleiter tritt apikal in den subzylindrischen bis leicht keulenförmigen Epiphallus ein. Der Penis ist eher kurz und zylinderförmig. Die innere Oberfläche ist mit undeutlichen Längsfalten versehen. Am Penis ist ein Blindsack mit einem langen, dünn-keulenförmigen Flagellum ausgebildet. Der Penisretraktor setzt noch vor dem Übergang Penis/Epiphallus am Epiphallus an. Durch den frühen Abzweig des Samenleiters ist der freie Eileiter (Ovidukt) vergleichsweise lang. Die Samenblase ist recht klein, der Stiel kurz. Etwa auf der Hälfte der Gesamtlänge der Spermathek zweigt ein kurzes, dünnes Divertikulum ab.

## Ähnliche Arten
Die Art ist sehr ähnlich der Kleinen Glattschnecke (Cochlicopa lubricella) und der Glänzenden Glattschnecke (Cochlicopa nitens). Alle drei Arten kommen in Mitteleuropa vor. Die erstere Art ist im Durchschnitt deutlich kleiner und scheint auch etwas trockenere Standorte zu bevorzugen. Die zweite Art ist deutlich größer mit stark gewölbten Umgängen und dunkelbraunem Gehäuse.

## Geographische Verbreitung und Lebensraum
Die Art ist in ganz Europa, Kleinasien, Nordasien (Altai) und Nordamerika bis Mexiko verbreitet. Sie kommt außerdem auf Island, den Azoren und Madeira vor. Sie ist anthropogen auch nach Neuseeland, Australien, Südafrika und sicher noch in andere Regionen der Welt verschleppt worden.
Sie lebt gewöhnlich an feuchten Standorten, wie Sümpfen, Wiesen und Wäldern, von der Ebene bis ins Gebirge. In der Schweiz steigt die Art bis auf 2600 m über NN, in Bulgarien wurde sie in 1300 m über NN gefunden. Sie wird häufig im Gras und Moos von Wiesen, an Bächen, unter Steinen, feuchtem Laub und totem Holz in Wäldern gefunden. Sie kommt auch im Kulturgelände wie naturnahen Gärten und Parks vor. In den Habitaten, wo die Art vorkommt, kann sie sehr zahlreich sein. Sie toleriert auch nicht kalkhaltige Böden.

## Lebensweise
Die Gemeine Glattschnecke ernährt sich hauptsächlich von abgestorbenen Pflanzenteilen, niederen Pilzen und Detritus, aber auch frisches Pflanzenmaterial wird gelegentlich gefressen, wie E. Frömming bei Untersuchungen von Faeces und bei Fütterungsversuchen herausfand. So fraßen die Tiere das Gewöhnliche Hirtentäschel (Capsella bursa-pastoris), das Kleinblütige Knopfkraut (Galinsoga parviflora), Weiß-Klee (Trifolium repens) und Brennnesseln (Urtica spp.), auch die Blütenblätter verschiedener Wiesenkräuter wurden gefressen.
In der Zucht legten die Tiere im Januar Eier ab, aus denen nach knapp drei Wochen die Jungschnecken schlüpften. Nach molekulargenetischen Untersuchungen von Armbruster vermehren sich die Tiere wohl in erster Linie durch Selbstbefruchtung. Sie erreichen mit 21 bis 24 Monaten die Adultgröße und sexuelle Reife. Wahrscheinlich reproduzieren sie sich das gesamte Jahr über und werden mehrere Jahre alt.

## Taxonomie
Das Taxon wurde 1774 von Otto Friedrich Müller als Helix lubrica eingeführt. Es ist die Typusart der Gattung Cochlicopa Férussac, 1821 durch die spätere Bestimmung (1902) von Carl Agardh Westerlund. Cochlicopa repentina Hudec, 1960 ist sehr wahrscheinlich ein jüngeres Synonym von Cochlicopa lubrica.

## Gefährdung
Die Gemeine Glattschnecke (Cochlicopa lubrica) ist in Deutschland ungefährdet.

## Belege

### Online
- AnimalBase – Cochlicopa lubrica
- Systematics of land snails von Georg Armbruster